# Menma
Menma (メンマ / 麺麻 / 麺碼) est un condiment de la cuisine japonaise, fabriqué en utilisant une fermentation basée sur l'acide lactique sur des pousses de bambou. Les pousses de bambou sont séchées au soleil ou par d'autres moyens avant la fermentation.

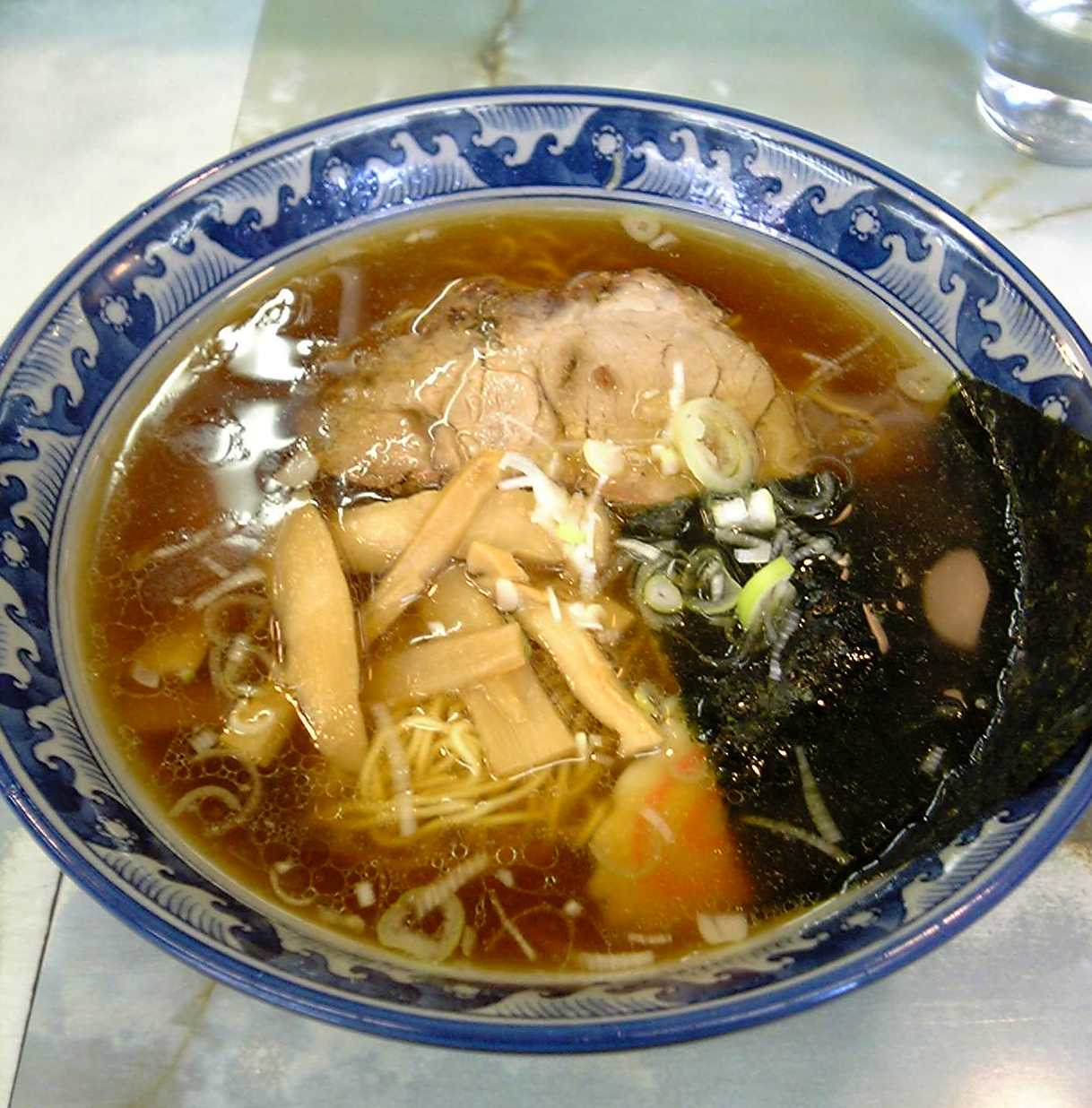
Menma dans des rāmen.

Le menma est utilisé fréquemment comme garniture pour les soupes de nouilles, notamment les rāmen.
Le menma est principalement produit en Chine, et des marques populaires sont importées depuis le sud de la Chine ou Taiwan.
Le menma est aussi connu comme shinachiku (支那竹, bambou chinois)